# Flez-Cuzy
Flez-Cuzy – miejscowość i gmina we Francji, w regionie Burgundia-Franche-Comté, w departamencie Nièvre.
Według danych na rok 1990 gminę zamieszkiwało 116 osób, a gęstość zaludnienia wynosiła 20 osób/km² (wśród 2044 gmin Burgundii Flez-Cuzy plasuje się na 794. miejscu pod względem liczby ludności, natomiast pod względem powierzchni na miejscu 1191.).